# O Tú o Ninguna
O Tú o Ninguna (français : Ou toi ou personne) est une chanson écrite par Juan Carlos Calderón et produite et interprétée par le chanteur mexicain Luis Miguel. La chanson est un boléro dans lequel le protagoniste ne peut envisager sa vie sans personne d'autre que son intérêt amoureux. Elle est sortie en tant que deuxième single de l'album Amarte es un placer le 6 septembre 1999. Le titre a atteint le sommet du Billboard Hot Latin Songs chart aux États-Unis et a atteint la septième place du Brazilian Singles Chart.
La chanson a reçu des critiques positives de la part des critiques musicaux qui ont salué la prestation de Miguel. Il a reçu une nomination aux Latin Grammy pour la chanson de l'année 2000. La même année, Calderón a reçu un ASCAP Latin Award pour cette chanson. Un vidéoclip de la chanson a été filmé à San Francisco, en Californie, et réalisé par Rebecca Blake. Dans la vidéo, Miguel cherche son intérêt pour l'amour au milieu d'une grande foule dans la ville.

## Contexte et composition
En 1997, Luis Miguel a sorti son douzième album studio Romances, le troisième de sa série Romance sur lequel il reprend des boléros classiques d'Amérique latine. Il s'est vendu à plus de 4,5 millions d'exemplaires et a remporté le Grammy Award de la meilleure performance pop latine en 1998,. Pour promouvoir Romances, il a entamé une tournée de plus d'un an aux États-Unis, en Amérique latine et en Espagne. En 1998, Miguel était considéré comme l'artiste latin le plus populaire au niveau international et ses albums se sont vendus à plus de 35 millions d'exemplaires dans le monde entier. L'année suivante, Miguel a entamé une relation avec la chanteuse américaine Mariah Carey. Après une absence de deux ans sur la scène musicale, Miguel a annoncé le 19 juillet 1999 qu'il sortirait un nouvel album en septembre. Le même jour, il sort également le premier single de l'album « Sol, Arena y Mar ». Quatre versions du single ont été publiées, dont la version de l'album et trois remixes réalisés par Danny Saber. Il a déclaré que l'album à venir serait un retour à la pop, contrairement aux reprises de boléros qu'il avait enregistrées dans la série Romance. Il a également démenti les rumeurs selon lesquelles il prévoyait d'enregistrer un duo avec Carey. Le titre définitif de l'album, « Amarte es un placer », a été annoncé le 17 août 1999.
Miguel a confirmé qu'il s'agissait du premier album où il était plus impliqué dans la composition des morceaux. Outre le fait qu'il a co-écrit plusieurs des morceaux du disque, il a été assisté par d'autres compositeurs, dont Armando Manzanero, Juan Carlos Calderón et Arturo Perez,. L'enregistrement a eu lieu aux studios A&M (en), Cello Studios (en), Ocean Way Recording, Watersound, et Record Plant à Hollywood, en Californie, Miguel s'occupant lui-même de la production,. 
O Tú o Ninguna est un boléro composé par Calderón. Dans les paroles, le protagoniste ne peut pas s'imaginer être avec quelqu'un d'autre que son intérêt pour l'amour. Il est sorti en tant que deuxième single de Amarte es un placer le 6 septembre 1999. Une version live du titre a été incluse dans l'album Vivo (2000). Le titre a également été ajouté à l'album de compilation Grandes Éxitos (2005).

## Accueil
Fred Shuster du Los Angeles Daily News a qualifié O Tú o Ninguna de « produit de base de la radio ». Le rédacteur en chef de l'Orange County Register, Daniel Chang, a considéré cette chanson comme un « tendre boléro qui définit le style caractéristique de Miguel, à savoir le charme et la chaleur qui font fondre le cœur ». Le critique du Houston Chronicle, Joey Guerra, a qualifié le morceau de « ballade d'amour efficace ». Lors de la cérémonie inaugurale des Latin Grammy Awards en 2000, O Tú o Ninguna a reçu une nomination pour la Chanson de l'année, mais a perdu contre Dímelo de Marc Anthony. Le titre a été reconnu comme l'une des meilleures chansons latines de 1999 lors de la remise des prix latins de l'ASCAP en 2000.
Aux États-Unis, O Tú o Ninguna a fait ses débuts à la 13e place du Billboard Hot Latin Songs chart pendant la semaine du 9 octobre 1999. Il a atteint le sommet du hit-parade quatre semaines plus tard en remplaçant Dímelo par Marc Anthony. La semaine suivante, la chanson Llegar a Ti de Jaci Velasquez lui a succédé. Le titre a également atteint le sommet du hit-parade des chansons pop latines où il a passé deux semaines dans cette position. La chanson a atteint la septième place du hit-parade des singles brésiliens.

## Clip
Le clip musical de O Tú o Ninguna a été tourné à San Francisco, en Californie, et réalisé par Rebecca Blake. Le tournage a eu lieu fin août 1999 et la sortie a eu lieu le 13 septembre 1999 pour coïncider avec le lancement de l'album. Dans la vidéo, Miguel lit une lettre laissée par son intérêt amoureux et part à sa recherche parmi la grande foule de la ville.

## Classements
| Hitparade (1999)                       | Meilleur classement | Réf.   |
| -------------------------------------- | ------------------- | ------ |
| Brazilian Singles Chart (ABPD)         | 7                   | [ 22 ] |
| États-Unis Billboard Hot Latin Songs   | 1                   | [ 24 ] |
| États-Unis Billboard Latin Pop Airplay | 1                   | [ 25 ] |

## Personnel
Crédits adaptés de la pochette CD de Amarte es un placer.
- Luis Miguel – production, chant
- Juan Carlos Calderón – paroles et arrangements